# Biserica de lemn din Doba Mică

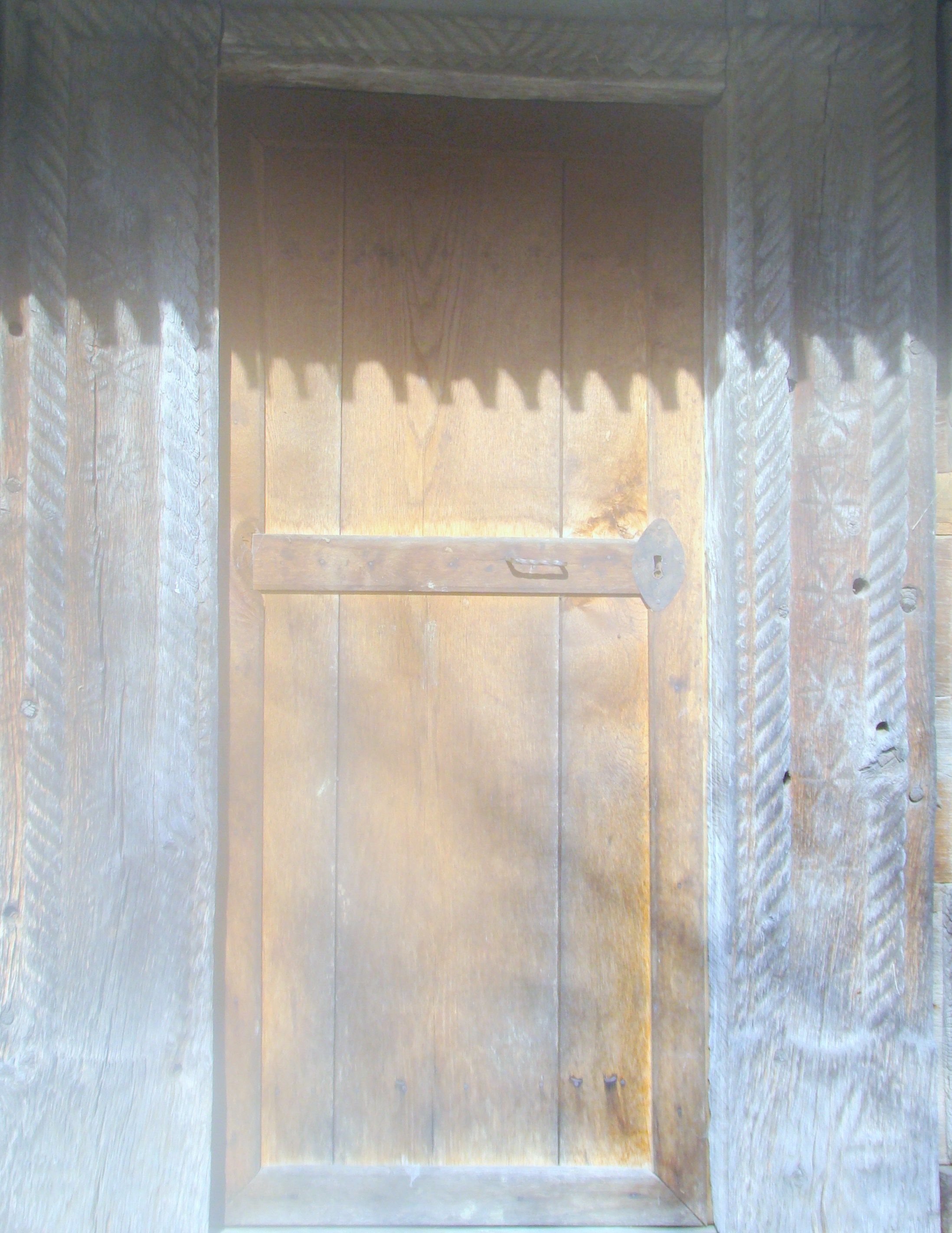
Portalul exterior, aflat pe latura sudică

Biserica de lemn din Doba Mică se află în localitatea Doba din județul Sălaj și a fost ridicată cel mai devreme în veacul al 17-lea. Conform tradiției, ea a fost adusă din satul vecin Chilioara. Aceasta este cea mai mică biserică de lemn din județul Sălaj, care se păstrează până astăzi, fiind una dintre cele mai mici biserici de lemn din Transilvania. Biserica se află pe noua listă a monumentelor istorice sub codul LMI:  SJ-II-m-A-05048.

## Istoric și trăsături
Biserica este construită din bârne cioplite, așezate în cununi orizontale, în sistem blockbau, îmbinate la colțuri în cheotori simple. Consolele au cioplituri mari, profilate. Absida altarului este nedecroșată, cu trei laturi, trăsătură specifică doar bisericilor de lemn foarte vechi, de secol XVII. Pereții se sprijină pe tălpoaie masive de lemn, așezate direct pe pământ.
Singura intrare în biserică se află pe latura sudică, și este împodobită cu torsade și rozete. Pronaosul este acoperit de un tavan orizontal de scânduri, iar peste naos există o boltă semicilindrică, sprijinită pe arcuri nervuri ce pornesc de pe mici console interioare.
Turnul se află în partea de vest a construcției și se sprijină pe grinzile masive ale pronaosului.  Este scund, cu foișor și fleșă de mică înălțime.

## Imagini

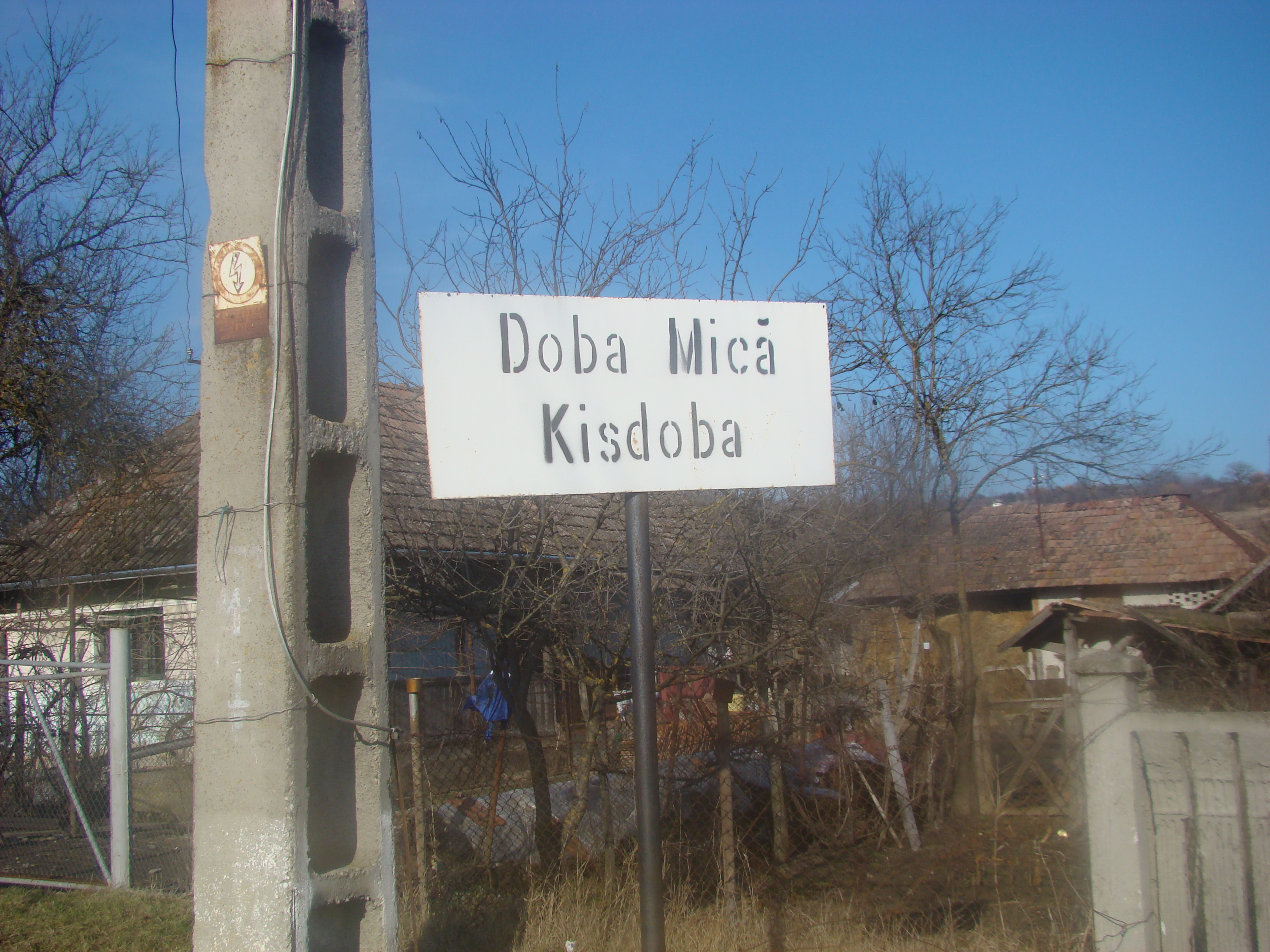
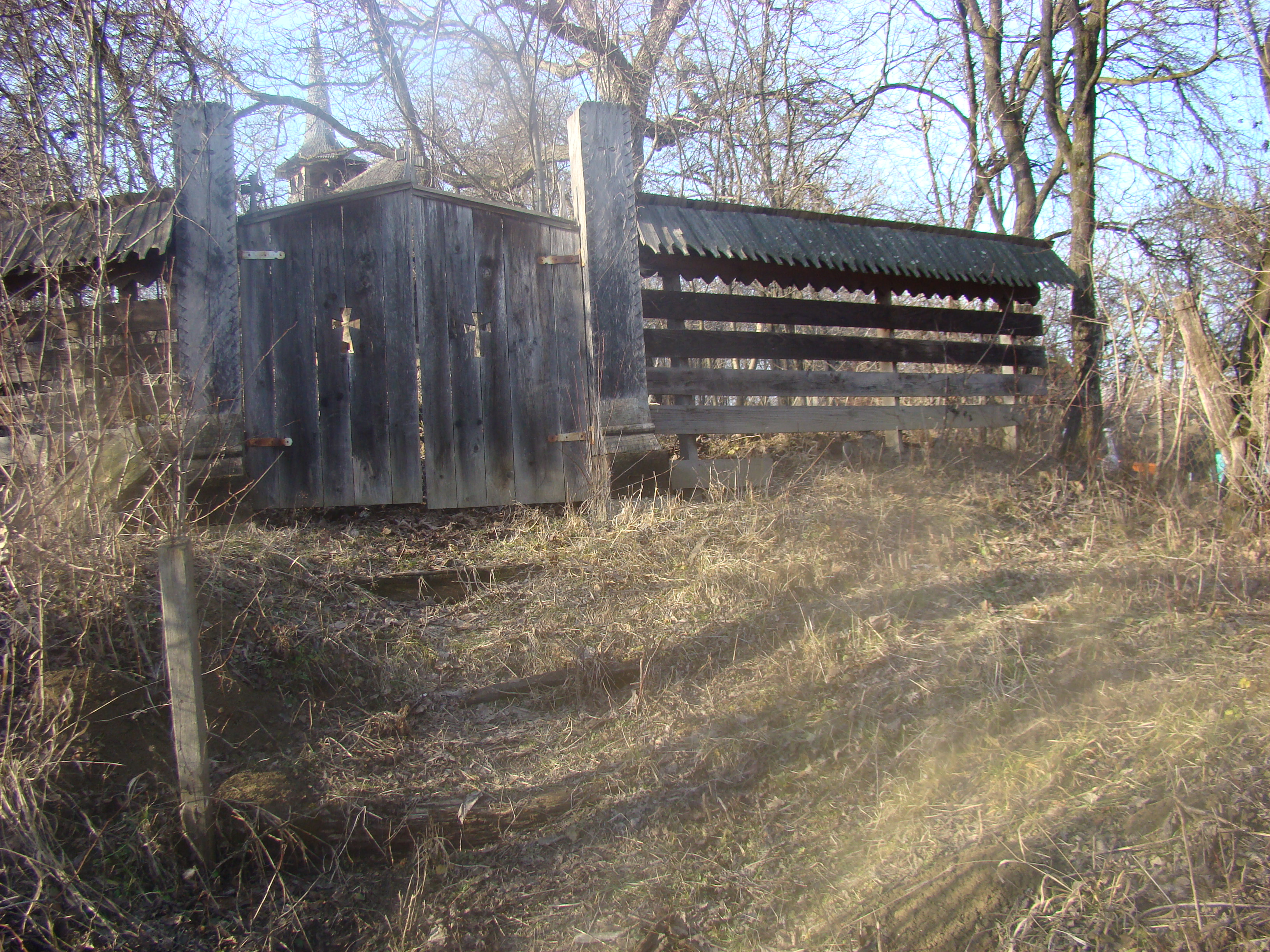
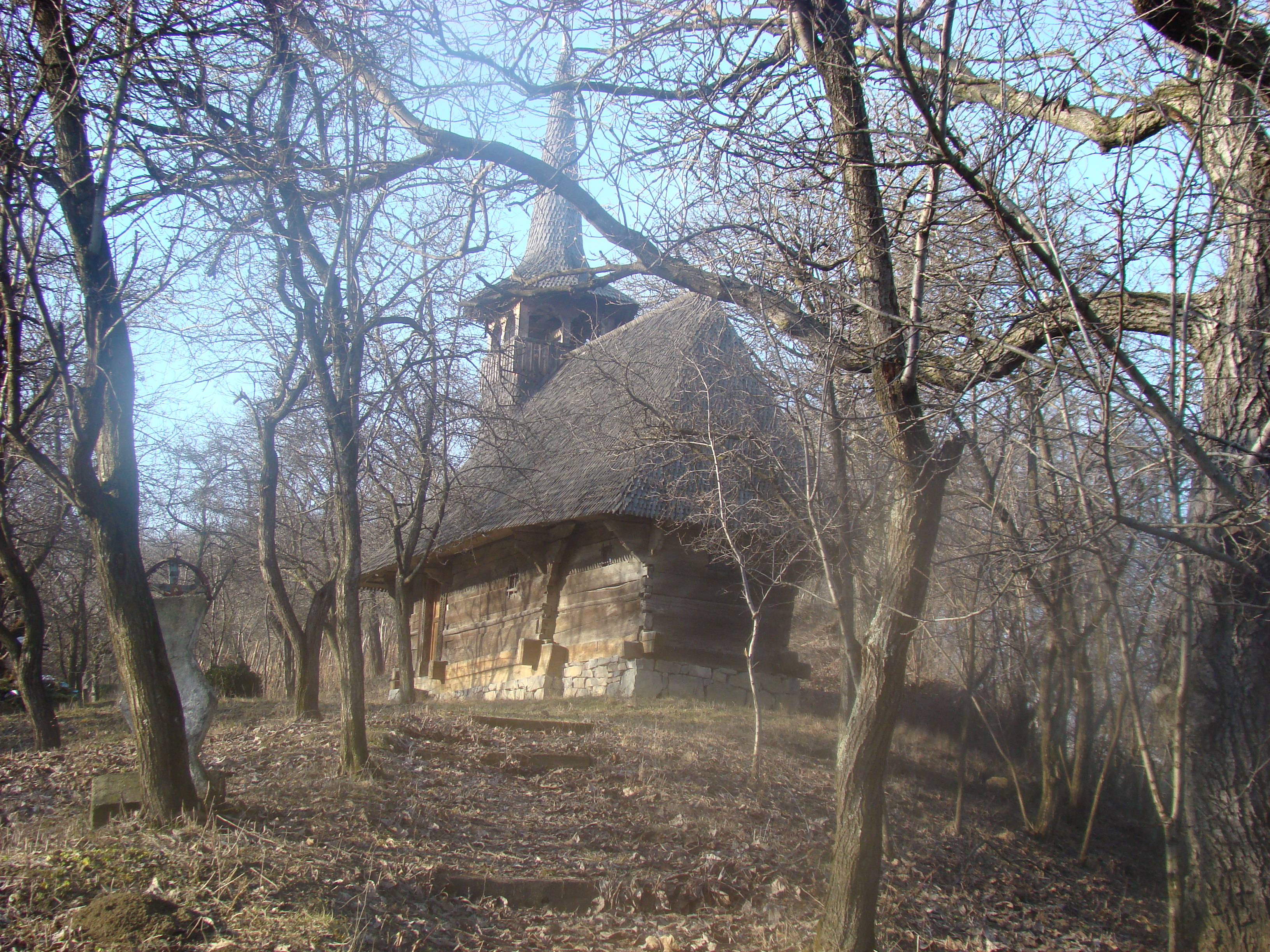
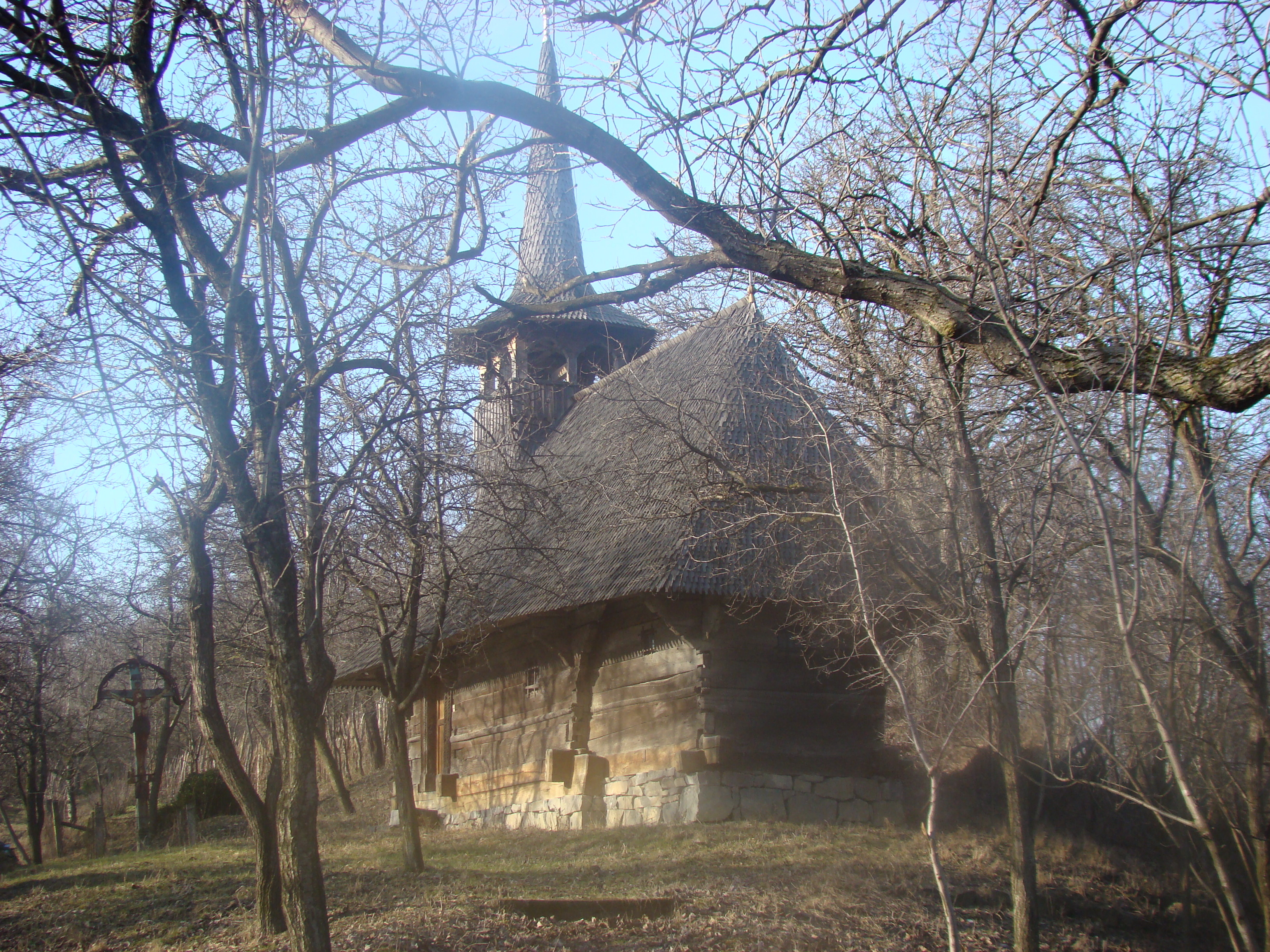
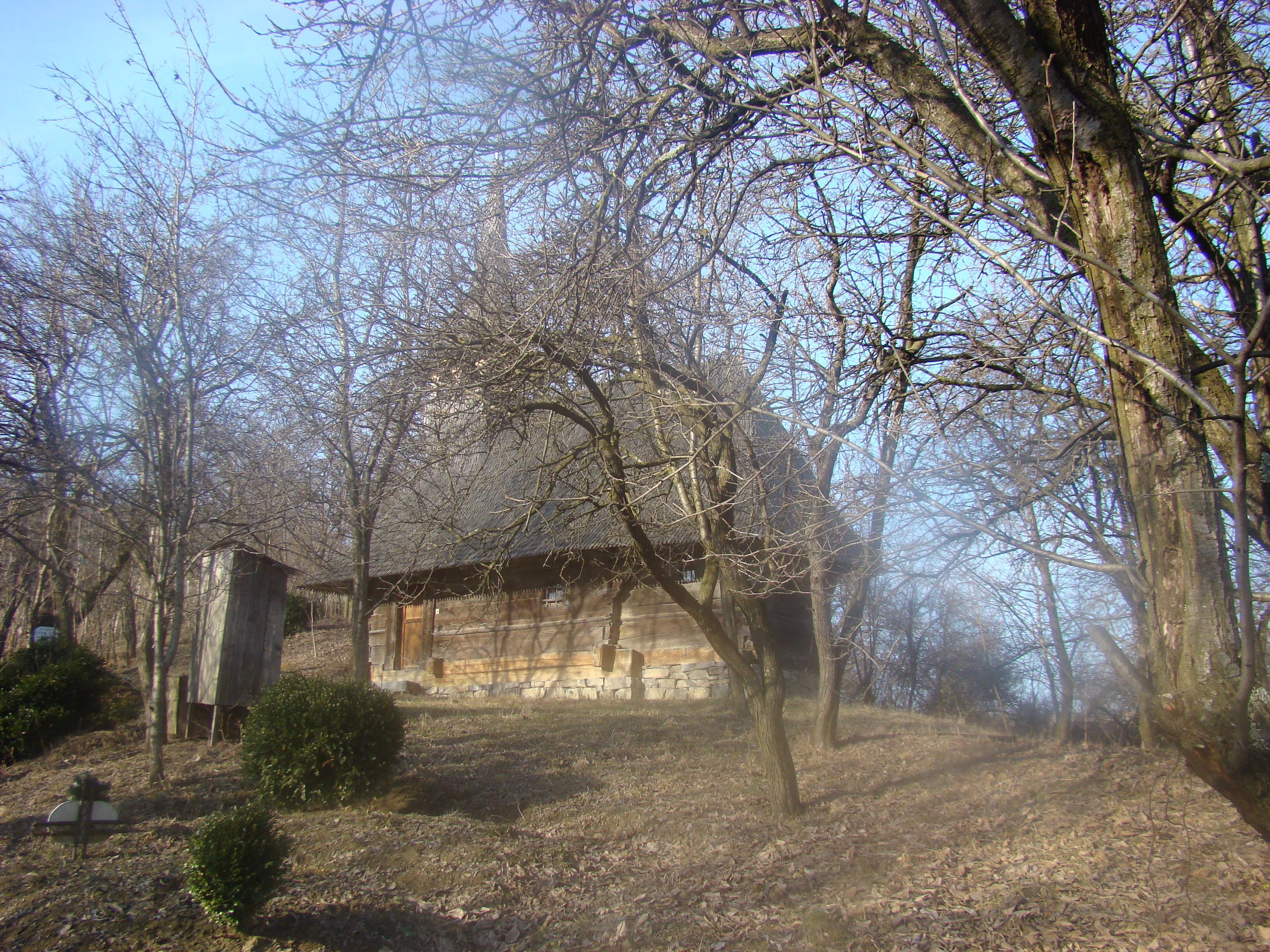
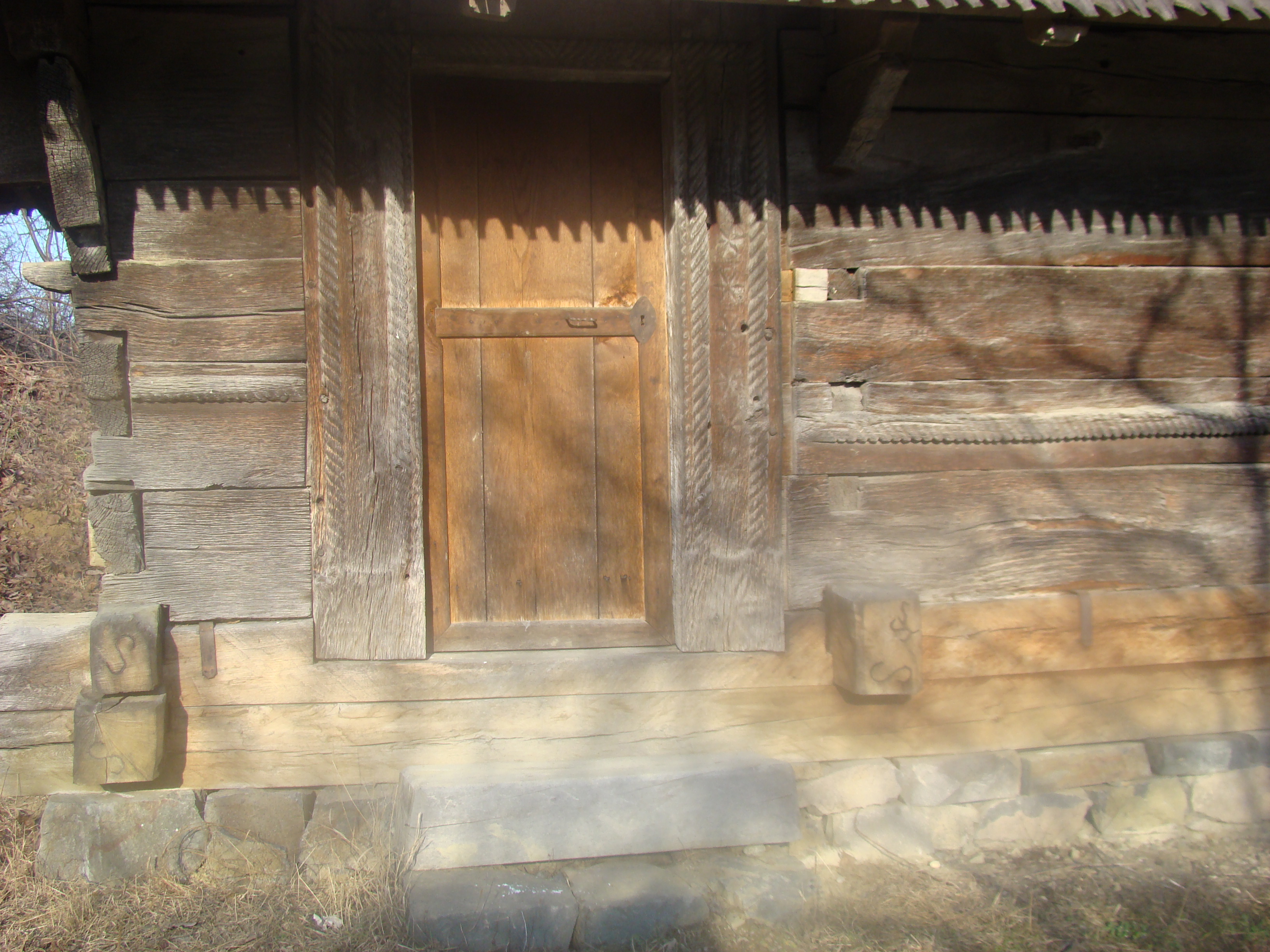
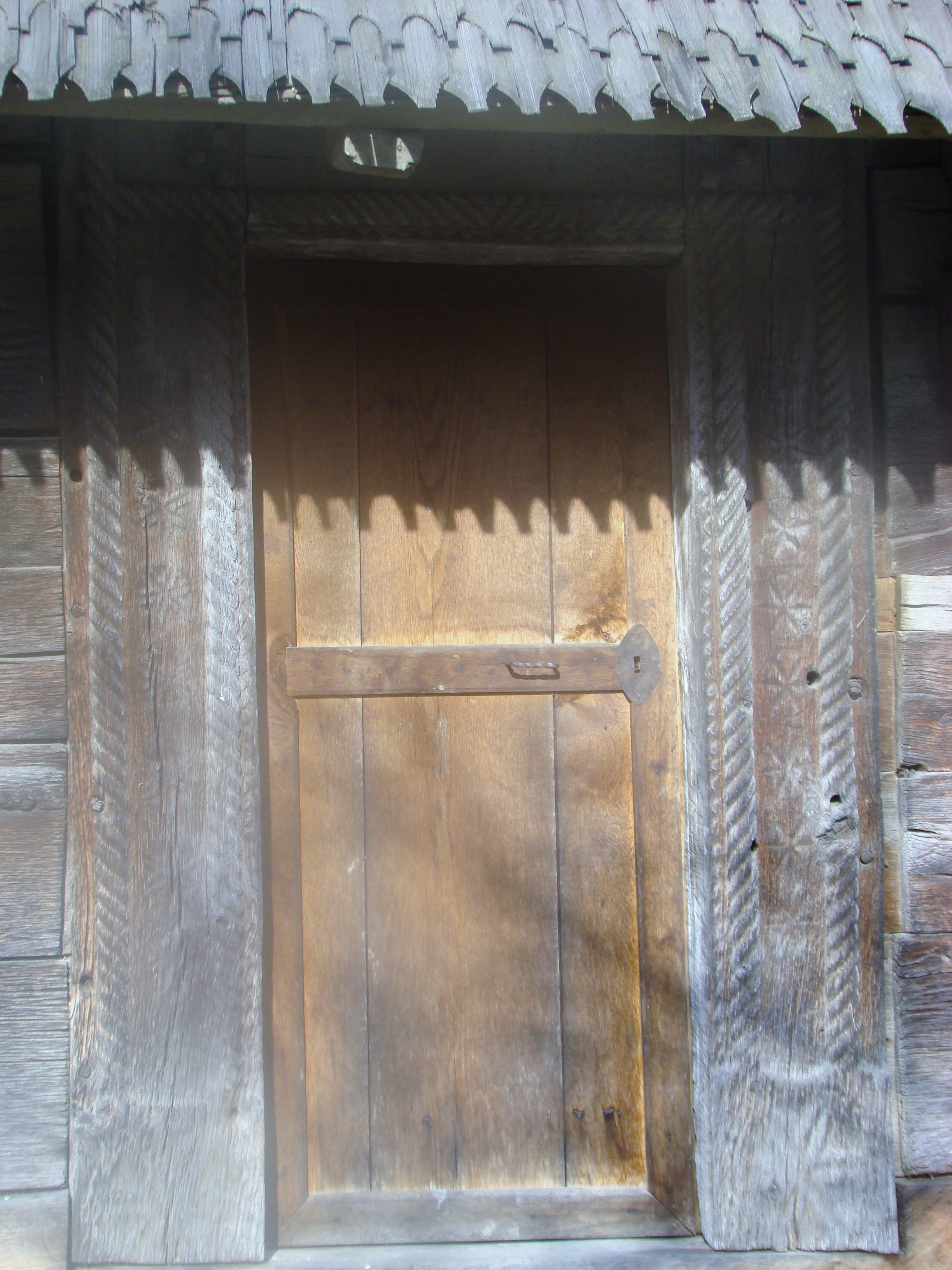
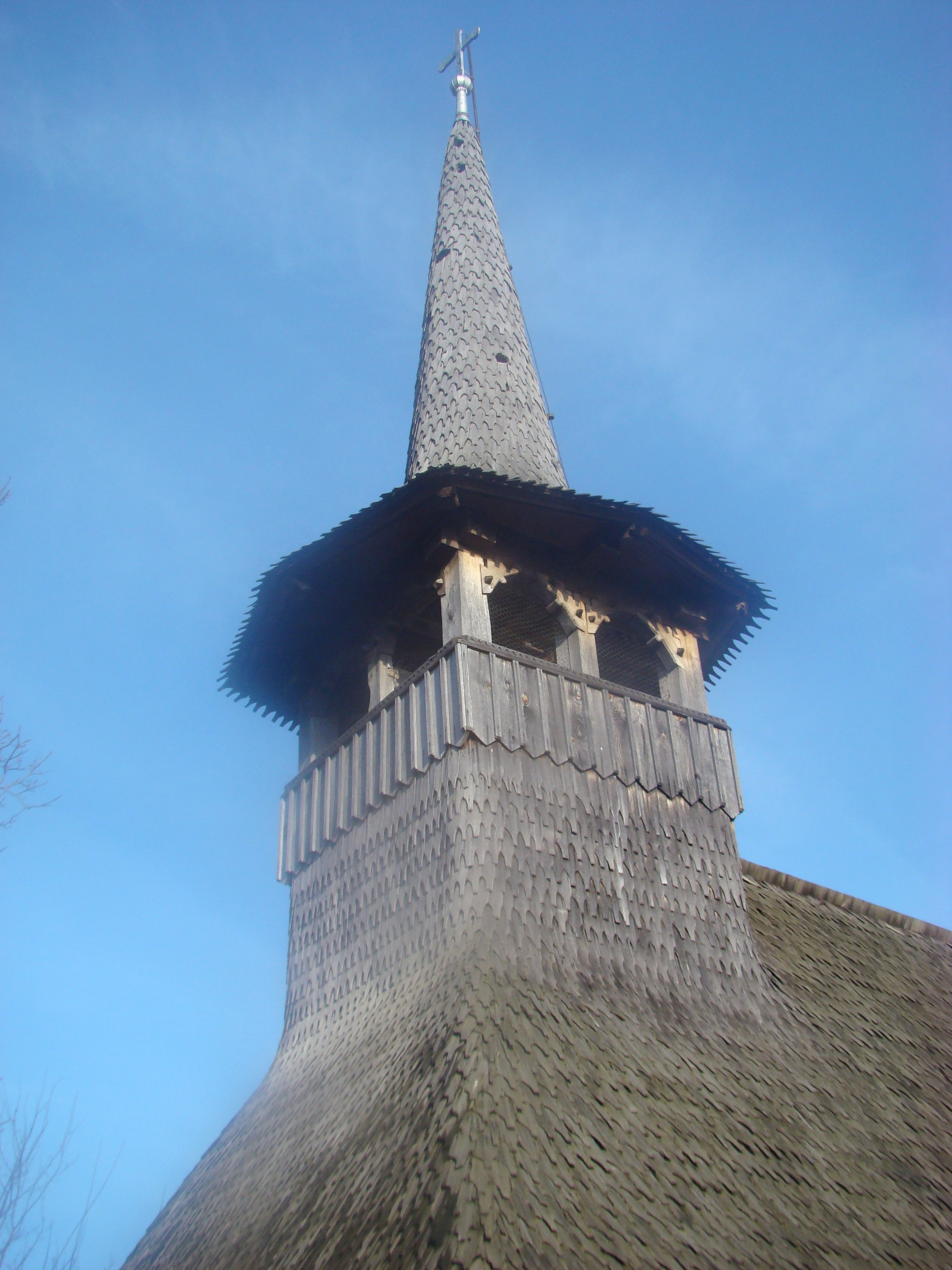
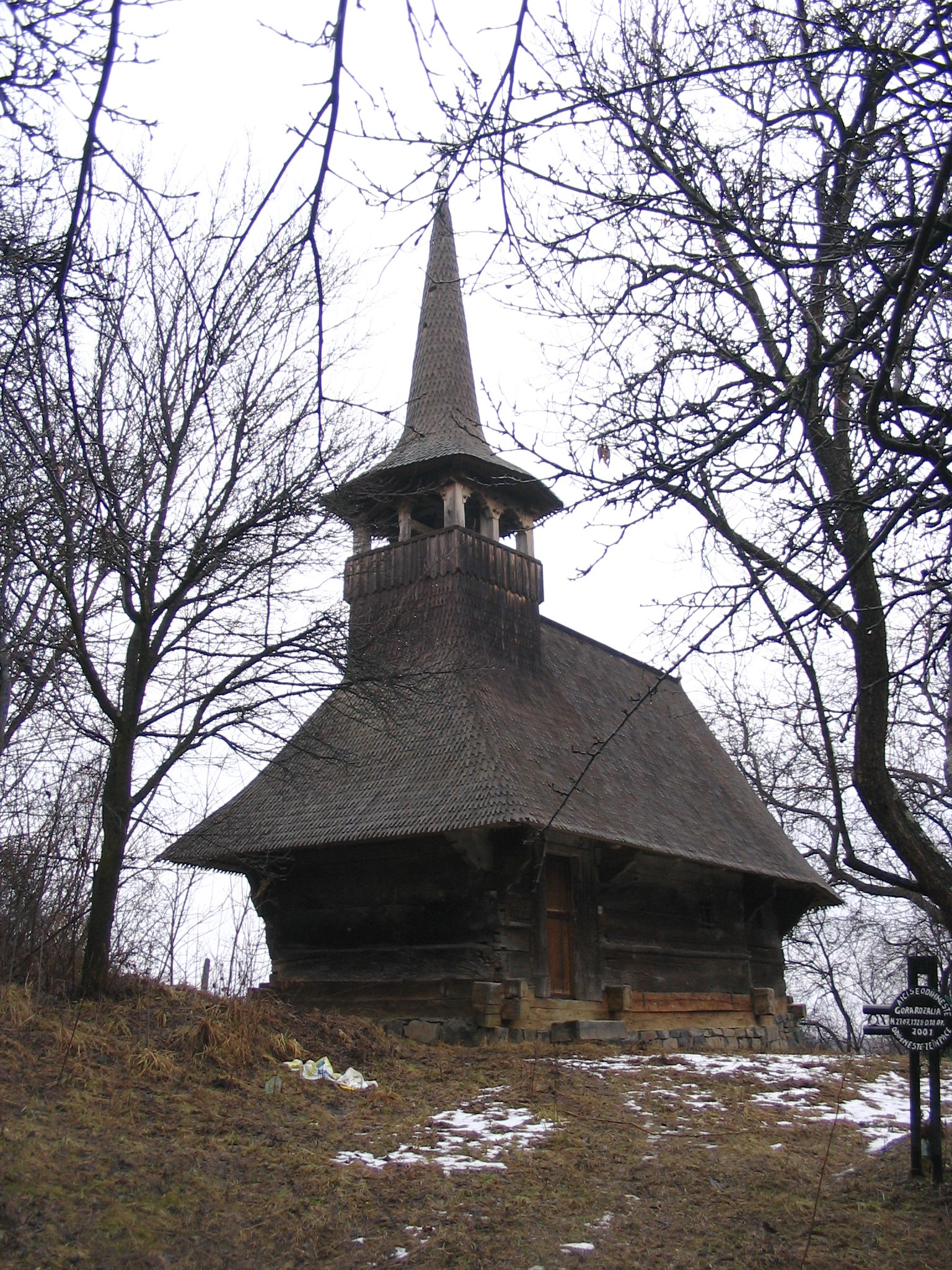
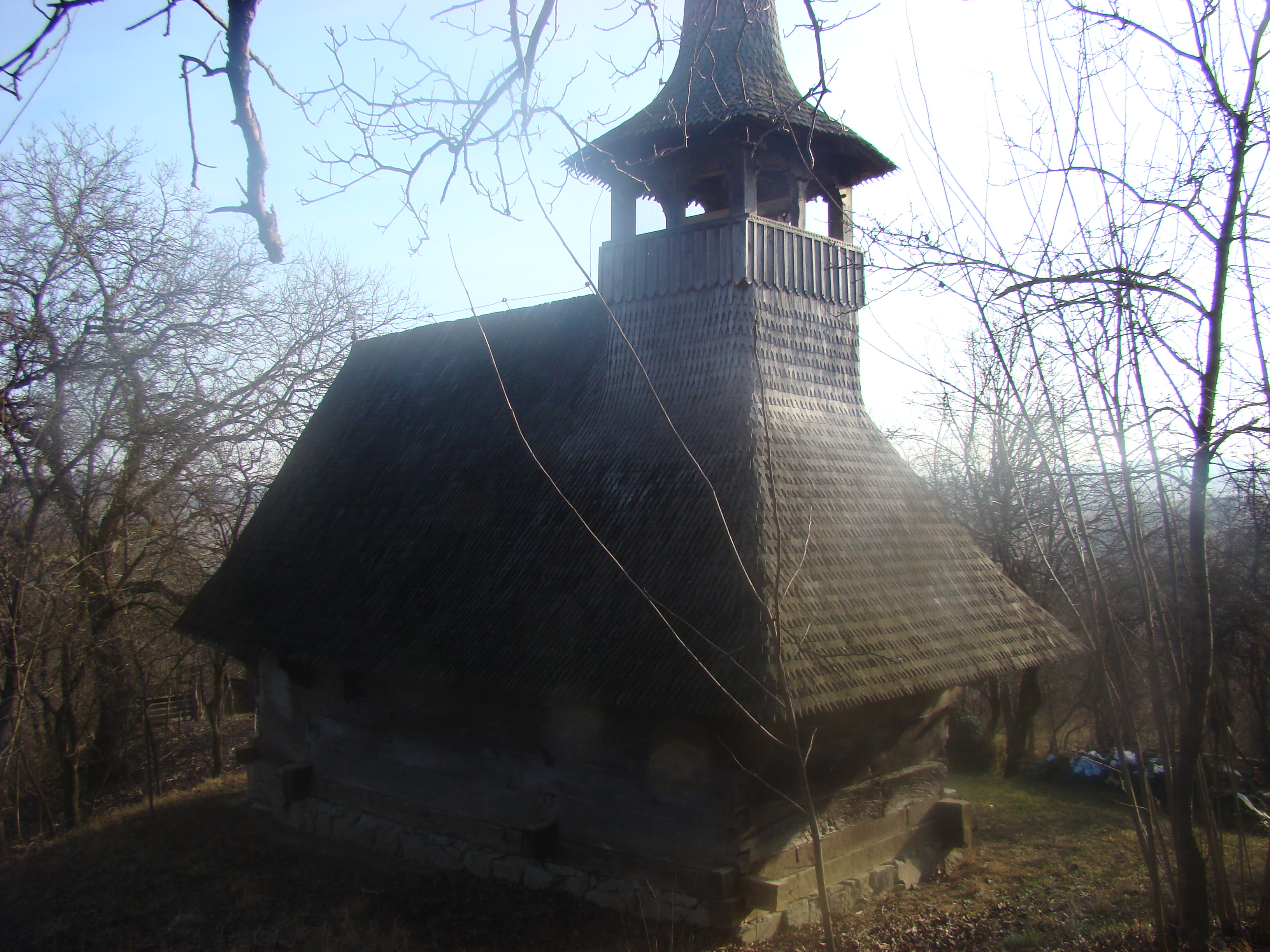
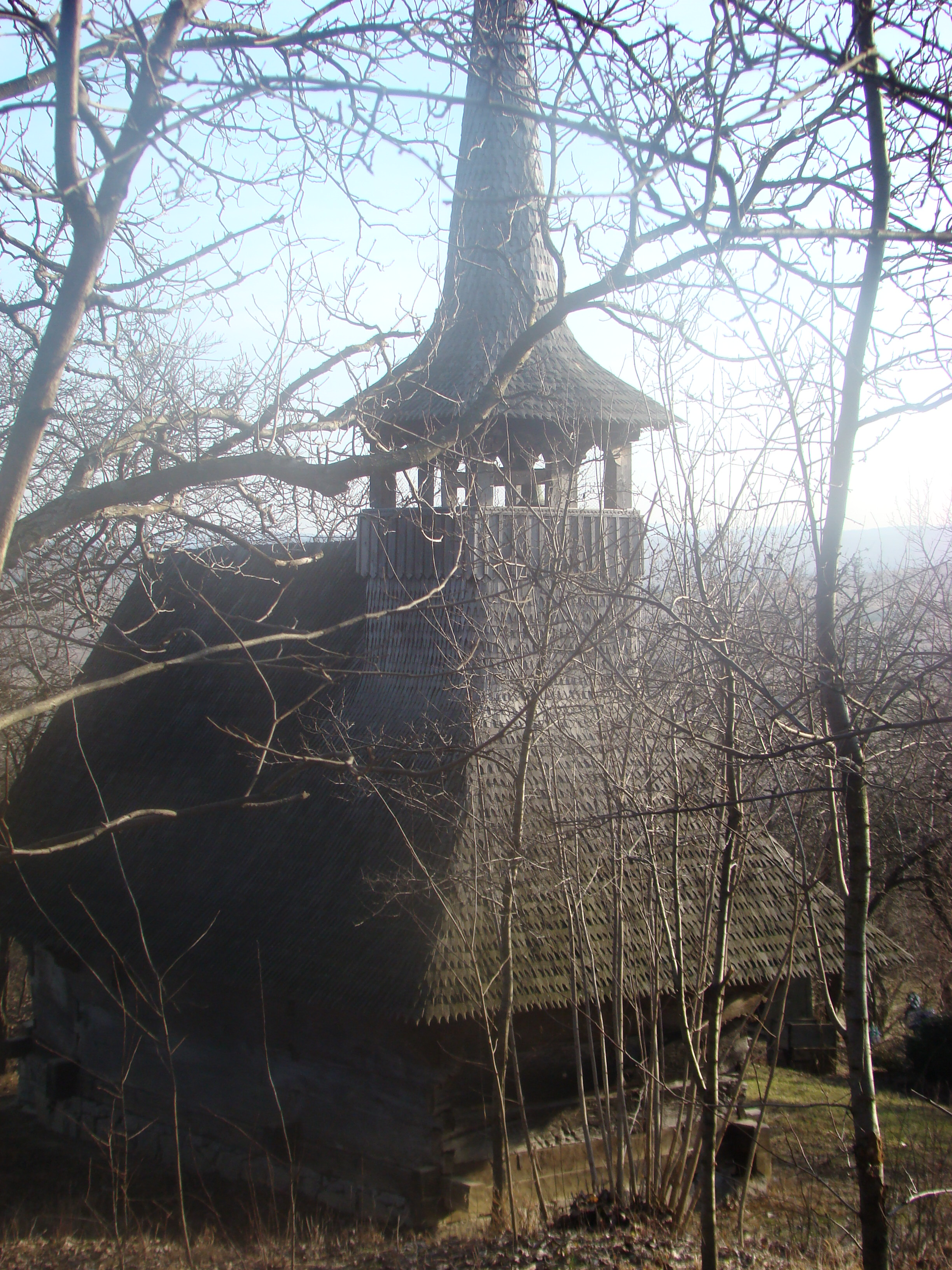
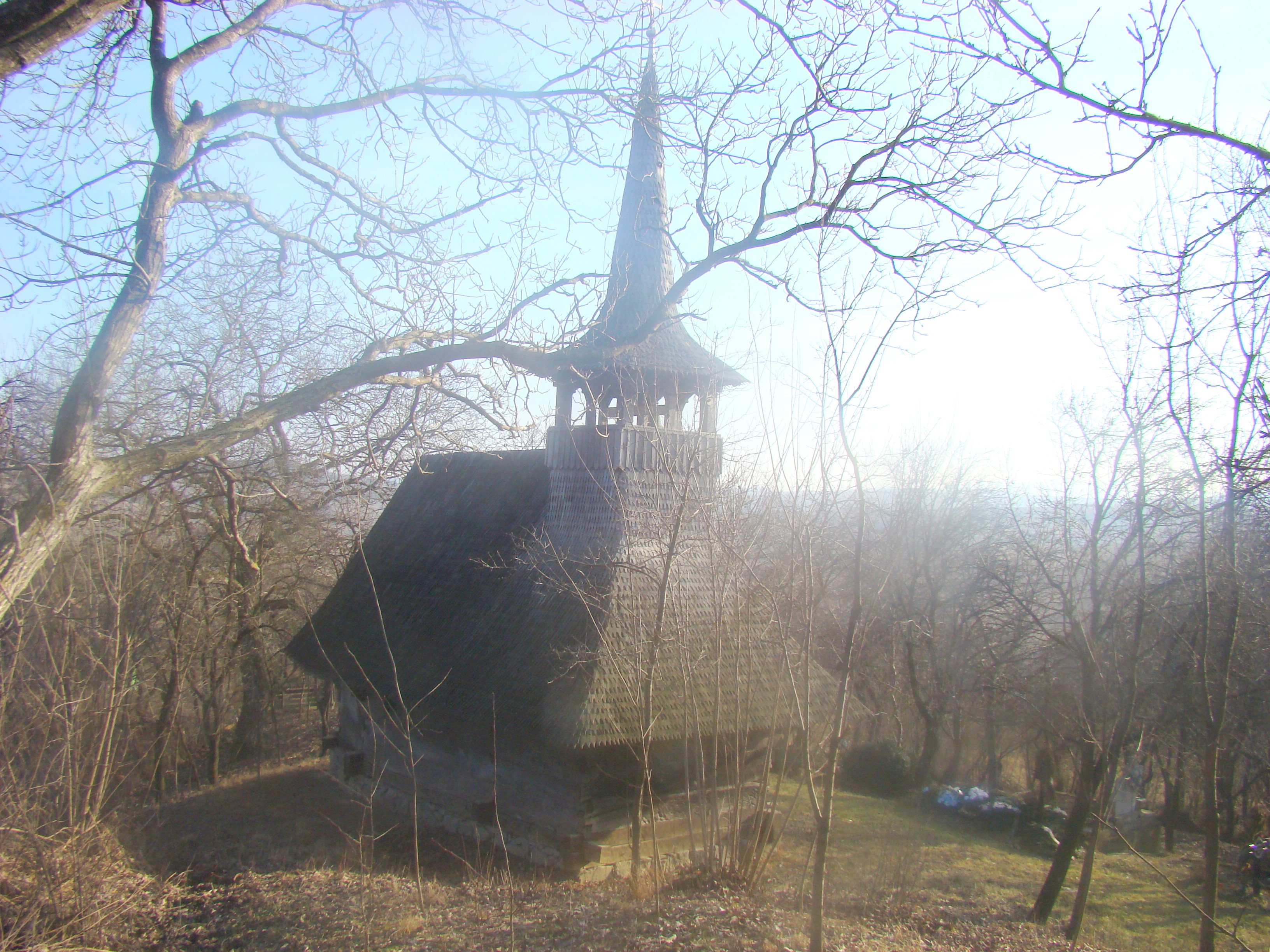
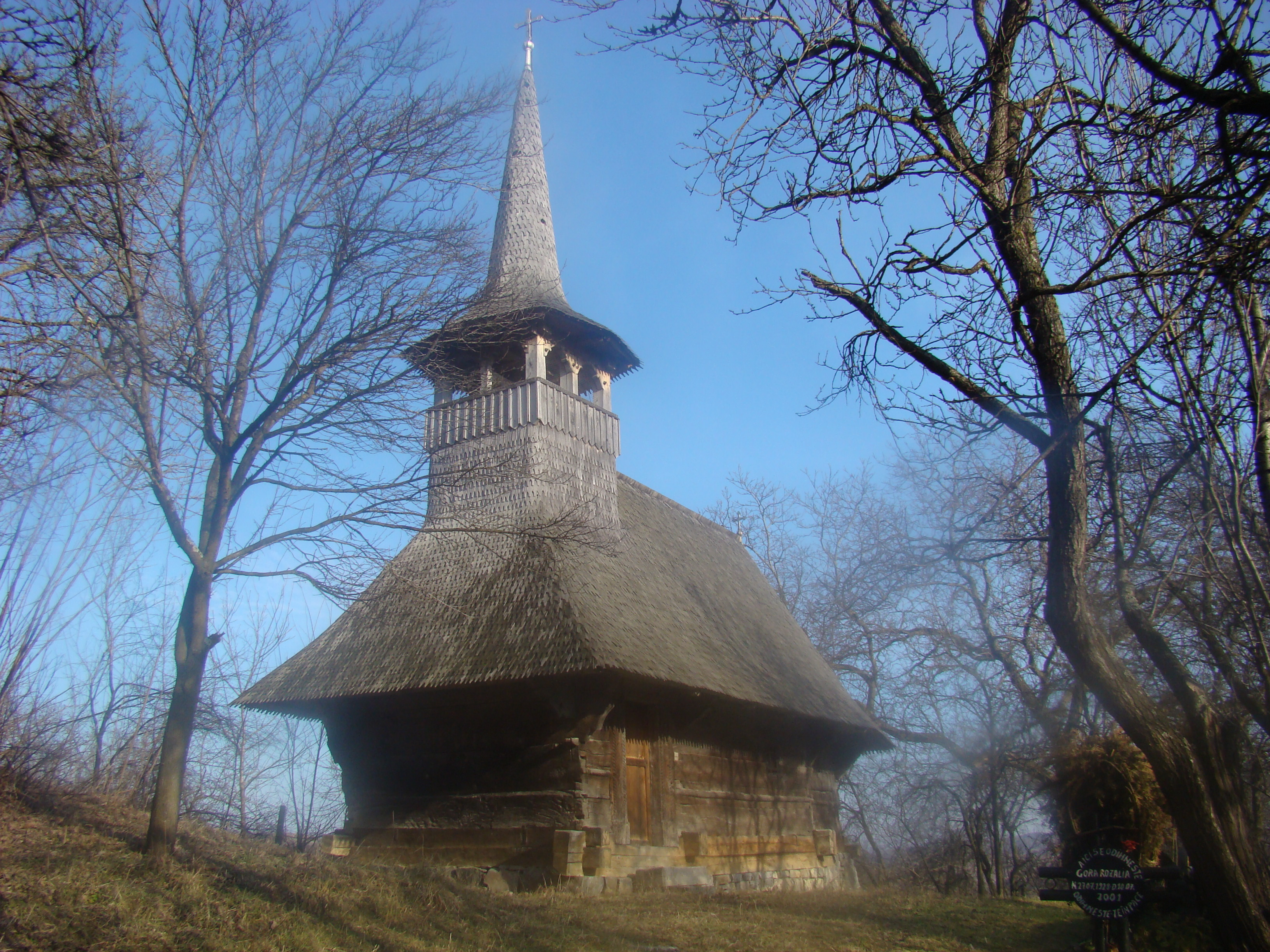
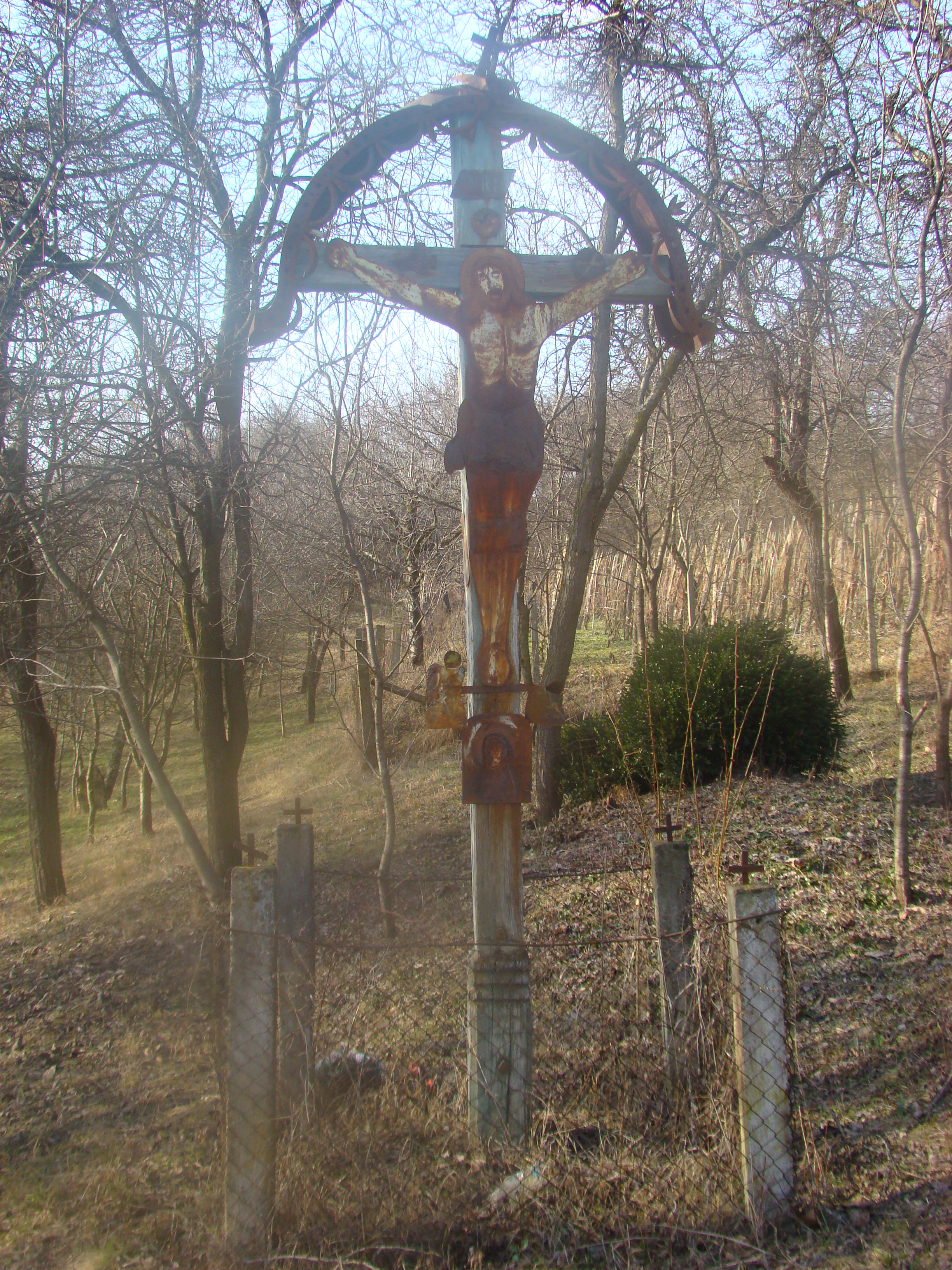
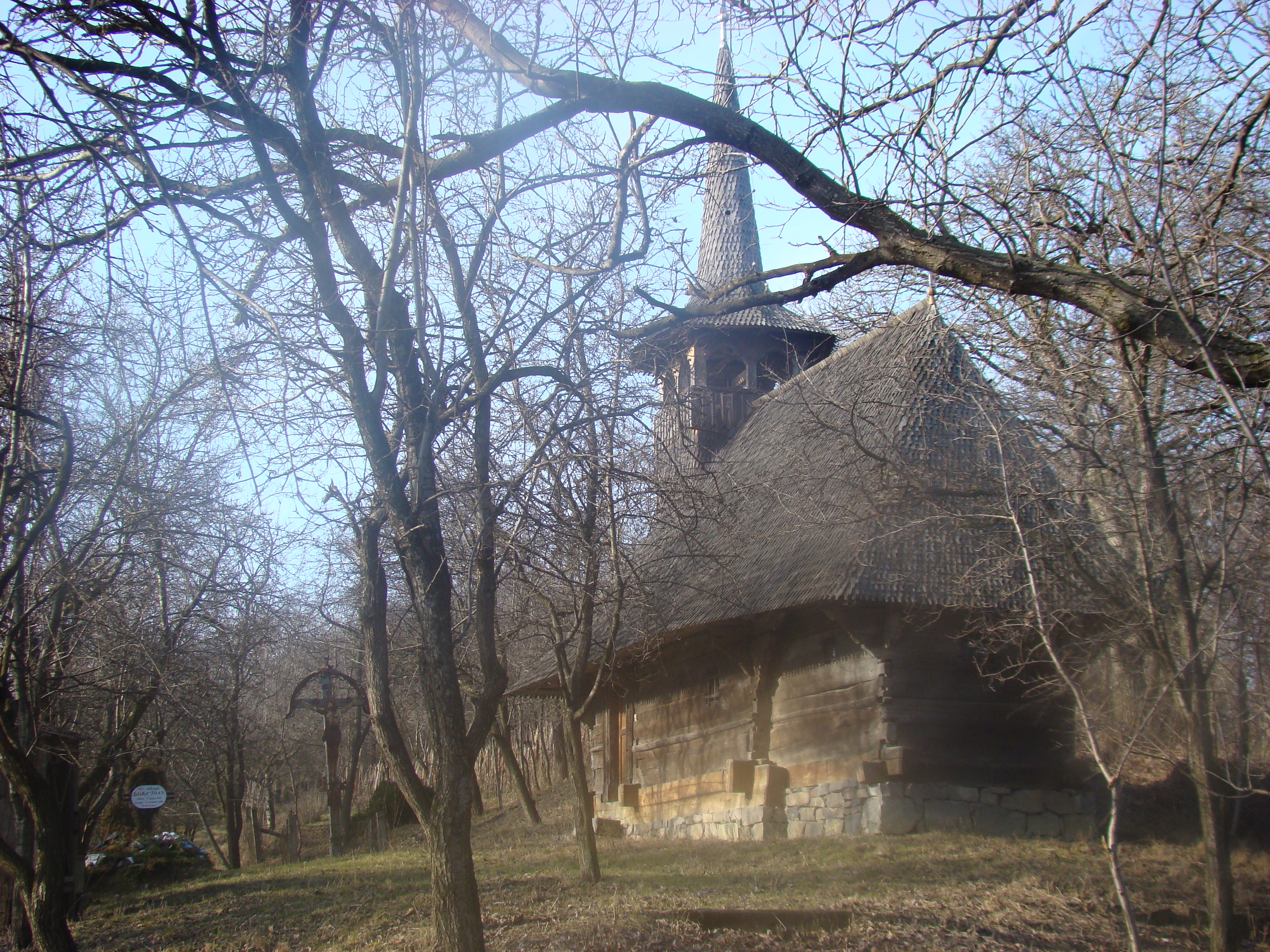